# Axel von dem Bussche
Axel Freiherr von dem Bussche-Streithorst (Brunswijk, 24 april 1919 - Bonn, 26 januari 1993) was een Duits militair en verzetsstrijder.

## Getuige van de massamoord op de Joden
Op het vliegveld van Dubno in Oekraïne was Von dem Bussche in 1942 getuige van het doodschieten van 3000 Joodse burgers door SS en SD, als onderdeel van de systematische uitroeiing van de Joden. Hij was zozeer ontsteld door deze gebeurtenis dat hij zijn eed aan Hitler verbrak en zich aansloot bij het Duitse verzet.

## Aanslag op Hitler
In november 1943 raakte Von dem Bussche betrokken bij een complot om Hitler te vermoorden, samen met onder anderen Hans von Dohnányi en Klaus Bonhoeffer, broer van dominee Dietrich Bonhoeffer. Hitler zou een nieuwe stormbepakking komen bekijken. Von dem Bussche had zich aangemeld als 'mannequin' voor dat uniform. Zijn plan was twee bommen in zijn zakken mee te nemen, en zich samen met Hitler op te blazen als deze het uniform kwam bekijken. Helaas gingen de uniformen verloren. Toen er eenmaal vervangende uniformen beschikbaar waren, besloot Hitler met kerst naar het Berghof, zijn persoonlijke retraite in de Alpen, te gaan.
Von dem Bussche keerde uiteindelijk terug naar het oostfront, waar hij korte tijd later een been verloor.

## Band met Nederland
Hij was een oudoom en goede vriend van prins Claus van Amsberg (1926-2002), van wiens moeder Gösta von dem Bussche-Haddenhausen hij familie was. Hij was een van de peetouders van Claus' jongste zoon prins Constantijn.

## Militaire loopbaan
- Gefreiter: 1 mei 1938[1]
- Fähnrich: 4 april 1939, met inwerking tredend vanaf 1 maart 1939[1]
- Unteroffizier: 1 augustus 1938[1]
- Oberfähnrich: 1 augustus 1939[1]
- Leutnant: 1 augustus 1939[1]
- Oberleutnant: 15 september 1941, met inwerking tredend vanaf 1 oktober 1941[1]
- Hauptmann: 10 juli 1943, met inwerking tredend vanaf 1 juni 1943[1]
- Major: 20 augustus 1944, met inwerking tredend vanaf 1 juni 1944[1]

## Decoraties
- Ridderkruis van het IJzeren Kruis op 7 maart 1944 als Hauptmann en Kommandeur I. / Grenadier-Regiment 9 / 23.Infanterie-Division[3][4]
- IJzeren Kruis 1939, 1e Klasse (21 mei 1940) en 2e Klasse (2e klasse)[1][3]
- Duits Kruis in goud op 17 december 1941 als Oberleutnant in het 11./Infanterie-Regiment 9[3][5]
- Gewondeninsigne 1939 in goud[3], zilver (17 september 1941)[1] en zwart op 20 september 1940[1]
- Infanterie-Sturmabzeichen in zilver op 23 september 1941[1][3]
- Aanbevelingscertificaat van de Opperbevelhebber van het Duitse Leger voor een daad van 5 september - 9 september 1943 bij Spasskaja Polist op 25 januari 1944[1]
- Hospitaalorde van Sint-Jan (balije Brandenburg)
  - Ereridder[6]